# محمد القطو
"محمد صبحي" خليل صبحي القطو (3 سبتمبر 1963 – ) عالِم وبروفيسور هندسة ميكانيك فلسطيني أمريكي، وُلِدَ في مدينة طولكرم الفلسطينية، ويحمل كِلا الجنسيتين الفلسطينية والأمريكية، وهو عالِم مُتخصص في مجال الاهتزازات والديناميكيات، وله براءات اختراع، وحائز على عدة جوائز علمية، ويشغل منذ عام 2015 منصب عميد كلية الهندسة والتكنولوجيا في جامعة ميشيغان الشرقية في الولايات المتحدة.

## نشأته وتحصيله العلمي
وُلِدَ "محمد صبحي" خليل صبحي القطو في مدينة طولكرم بفلسطين بتاريخ 3 سبتمبر 1963 ونشأ بها.
التحق عام 1981 بجامعة اليرموك في الأردن والتي حصل منها في مارس 1985 على درجة البكالوريوس في الهندسة المدنية مع مرتبة الشرف، وفي ديسمبر 1986 نال درجة الماجستير في الميكانيكا الهندسية من جامعة ولاية أوهايو في الولايات المتحدة الأمريكية، ثم نال في يونيو 1989 درجة الدكتوراه في الميكانيكا الهندسية من ذات الجامعة، كما نال عام 2002 شهادة ماجستير إدارة الأعمال والجودة.

## حياته العملية
عمل منذ مارس 1985 وحتى يوليو 1985 مساعد بحث وتدريس في جامعة اليرموك في الأردن، ومنذ سبتمبر 1985 وحتى عام 1989 عمل مدرس في جامعة ولاية أوهايو في الولايات المتحدة الأمريكية.
عمل منذ عام 1989 وحتى عام 1991 مهندسًا للاختبار والتحليل في شركة دريسر للصناعات [الإنجليزية] في مدينة كولومبوس في ولاية أوهايو الأمريكية وهي شركة مُختصة في تصنيع المضخات والصمامات والمحركات والضواغط وأبراج النفط ومعدات الحفر، ومنذ عام 1992 وحتى عام 1995 عمل رئيسًا لبرنامج تكنولوجيا الهندسة الميكانيكية في جامعة فرانكلين [الإنجليزية] في مدينة كولومبوس، كما عمل عامي 1994 و1996 مستشارًا لأبحاث الديناميكيات الهيكلية في شركة هوندا الأمريكية للسيارات.
منذ عام 1995 وحتى عام 1997 عمل أستاذًا مشاركًا للهندسة الميكانيكية في جامعة ليك سوبيريور [الإنجليزية] الحكومية بمدينة سولت سانت ماري في ولاية ميشيغان، ومنذ عام 1997 حتى عام 2000 كان "كبير مهندسي الأبحاث" في شركة دانا [الإنجليزية] في ولاية ميشيغان وهي شركة أمريكية عالمية مُتخصصة في إنتاج وتصنيع أعمدة ومحاور وناقلات القيادة والحركة حيث تركزت أبحاثه في الشركة على مجالات الضوضاء والاهتزاز والتحليل الهندسي التكنولوجي.
منذ عام 2000 وحتى عام 2008 كان "قائدًا" و"مشرفًا" في شركة فورد للسيارات في مدينة ديربورن بولاية ميشيغان، وعمل عام 2002 أستاذًا مساعدًا في جامعة أوكلاند الأمريكية [الإنجليزية]، ومنذ عام 2008 وحتى عام 2011 عمل أستاذًا جامعيًا في قسم الهندسة الميكانيكية بكلية الهندسة في جامعة ولاية ميسيسيبي الأمريكية التي تُعد أكبر جامعة في الولاية.
منذ عام 2011 وحتى عام 2015 عمل مديرًا لكلية الهندسة والتكنولوجيا في جامعة سنترال ميشيغان، ومنذ عام 2015 وحتى اليوم يشغل منصب عميد كلية الهندسة والتكنولوجيا في جامعة ميشيغان الشرقية.
كان القطو متحدثًا رئيسيًا في العديد من المؤتمرات الهندسية العلمية الأمريكية والدولية، وهو عضو في كُلٍ من: الجمعية الأمريكية للمهندسين الميكانيكيين منذ عام 1990، وجمعية مهندسي السيارات الدولية منذ عام 1996، والجمعية الأمريكية للتعليم الهندسي [الإنجليزية] منذ عام 2008، والجمعية الأمريكية للمركبات منذ عام 2008، وغيرها العديد.

## أبحاثه
له عشرات الأبحاث العلمية التي حصدت مُنفردة ومُجتمعة على آلالاف الاستشهادات (الاقتباسات) وفق قاعدة البيانات البحثية جوجل سكولار (Google Scholar)، إضافة لقواعد بيانات بحثية أخرى كقاعدة البيانات البحثية سكوبس (Scopus)، وقاعدة البيانات البحثية سيمانتك سكولار (Semantic Scholar).

## مؤلفاته
نشر القطو أربعة كتب علمية وأكثر من مائة مقال معظمها في مجلات محكمة، كما أسس وترأس تحرير "المجلة الدولية لضوضاء واهتزاز المركبات" (International Journal of Vehicle Noise and Vibration)، إضافة إلى أنه عضوًا في هيئات تحرير مجلات علمية هندسية عديدة، منها "مجلة الهياكل المركبة" (Journal of Composite Structures) منذ عام 2004، و"مجلة الاهتزاز والتحكم" (Journal of Vibration and Control) منذ عام 2010، و"المجلة الدولية لأنظمة مركبات الركاب" (SAE International Journal of Passenger Vehicle Systems) منذ عام 2010 والصادرة عن جمعية مهندسي السيارات الدولية.
من أبرز مؤلفاته:
- كتاب "Vibration of Laminated Shells and Plates" (اهتزاز الألواح القشرية والمصفحة)، عام 2004.[6][7][14]

- كتاب "Road Vehicle Dynamics" (ديناميكيات مركبات الطريق)، عام 2008.[6][7]

- كتاب "Road Vehicle Dynamics: Problems and Solutions" (ديناميكيات مركبات الطريق: المشاكل والحلول)، عام 2010.[6][7]

- كتاب "Vibration of Continuous Systems" (اهتزاز الأنظمة المستمرة)، مع العالِم الأمريكي آرثر ليسا [الإنجليزية]، عام 2011.[6][7]

## براءات اختراع
له براءتي اختراع، وهما:
- براءة "Multi-Chamber and Tuned Pipe Systems for Fluid Borne Noise attenuation" (أنظمة الأنابيب متعددة الغرف والمضبوطة لتخفيف الضوضاء المنقولة بالسوائل)، ورقم البراءة 6155378، وقد اعتمدت البراءة في 5 ديسمبر 2000.[6][7]

- براءة "System and Apparatus for Noise Suppression in a Fluid Line" (نظام وجهاز لقمع الضوضاء في خط السوائل)، ورقم البراءة 20020059959، واعتمدت في مايو 2002.[6][7]

## جوائز وتكريمات
حاز محمد القطو على عدة جوائز وتكريمات علمية مرموقة، كان من أبرزها:
- لقب "مهندس مُحترف" في ولاية أوهايو الأمريكية، عام 1991.[6][7]

- لقب "مهندس مُحترف" في ولاية ميشيغان الأمريكية، عام 1996.[6][7]

- زمالة الجمعية الأمريكية للمهندسين الميكانيكيين، عام 2005.[6][7]

- زمالة جمعية مهندسي السيارات الدولية، عام 2007.[6][7]

- لقب "أستاذ زائر فخري" و"أستاذ ضيف فخري" من عدة جامعات في العالم.[7]

- اختير عام 2024 ضمن أفضل 2% من علماء العالم الأكثر استشهادًا بأبحاثهم وفق التصنيف العالمي لجامعة ستانفورد اعتمادًا على قاعدة بيانات سكوبس.[15][16]

## زياراته لفلسطين
في يونيو 2010 قام القطو بزيارة تفقدية للضفة الغربية ولا سيما لمدينته طولكرم وعلى هامش الزيارة فقد استضافه تلفزيون الفجر في طولكرم ضمن برنامج "لقاء خاص". كما استقبلت جامعة النجاح الوطنية الفلسطينية القطو لغايات التعاون الأكاديمي.
وفي يونيو 2022 استقبلت جامعة القدس الفلسطينية القطو في إطار بحث سُبل التعاون الأكاديمي، حيث كان في استقبال القطو رئيس جامعة القدس عماد أبو كشك.

## وصلات خارجية
- محمد القطو على موقع المكتبة المفتوحة (الإنجليزية)